# Бевил ле Конт
Бевил ле Конт (фр. Béville-le-Comte) насеље је и општина у централној Француској у региону Центар (регион), у департману Ер и Лоар која припада префектури Шартр.
По подацима из 2011. године у општини је живело 1474 становника, а густина насељености је износила 73,26 становника/km². Општина се простире на површини од 20,12 km². Налази се на средњој надморској висини од 148 метара (максималној 158 m, а минималној 122 m).

## Демографија
| 1962. | 1968. | 1975. | 1982. | 1990. | 1999. | 2011. |
| ----- | ----- | ----- | ----- | ----- | ----- | ----- |
| 758   | 840   | 949   | 1.093 | 1.210 | 1.335 | 1.474 |

График промене броја становника у току последњих година